# Dirección Opuesta
Dirección opuesta es una película italo-venezolana estrenada en 2020 y protagonizada por Claudia Rojas, Christian González y Erick Palacios. Dirigida por Alejandro Bellame Palacios, está basada en la novela Blue Label / Etiqueta Azul, de Eduardo Sánchez Rugeles.
En el film "Eugenia, de 30 años, se debate entre cumplir o no una promesa que le hizo hace 13 años a Luis, su breve y trágico amor adolescente".

## Sinopsis
Eugenia, de 17 años, quiere salir de Venezuela, un país en caos y crisis generalizada. Para obtener el pasaporte europeo, sigue la pista de su desconocido abuelo italiano, en un road trip de 500 km con Luis, un joven intrigante e inaccesible, con quien vive un breve y trágico romance adolescente, sellado por la promesa de una cita en Roma, 13 años después. Eugenia, ahora adulta, debate si cumplir o no esa promesa.
Una historia de la diáspora venezolana esparcida por el mundo. Un viaje que explora la nostalgia, el desarraigo y la compleja e impredecible búsqueda de la felicidad.
Dirección Opuesta es una historia de amor enmarcada en el contexto de la diáspora venezolana contemporánea. Eugenia Bianchi vive en Roma y trabaja cuidando a una anciana. Un mensaje en su teléfono móvil le recuerda una olvidada promesa. Cuando Eugenia era una adolescente su única motivación era irse de Venezuela. Para cumplir su objetivo hizo un viaje por carretera, desde Caracas a los Andes, con la intención de encontrar a su abuelo italiano, la única persona que podía entregarle los documentos necesarios para obtener el pasaporte europeo y tramitar la nacionalidad extranjera. Durante ese viaje, sin imaginarlo, Eugenia vivió un amor que marcó su vida y la acompaña hasta el presente. Los mensajes en el teléfono móvil llegan insistentemente. La memoria de Eugenia se debate entre acudir a esa cita o dejarla en el olvido.
Dirección Opuesta ha tenido un recorrido internacional exitoso. Luego de su estreno en Cinequest, California en 2020, pasado el confinamiento por la pandemia de Covid-19, estuvo en los festivales de Cine Latino de Chicago, Cine Latino de Nueva York, Cine Latino de San Francisco y Cine Latino de Seattle, donde obtuvo 8 reconocimientos, entre ellos Mejor Película.Igualmente, tuvo una participación destacada en el Festival de Cine Venezolano donde también recibió ocho galardones.
La película está protagonizada por Claudia Rojas, Christian González y Erick Palacios. Dirección Opuesta es una coproducción ítalo-venezolana en la que participan El Rumor Films y Mediterránea Production. Coproducida por Soda Producciones (Constanza Profeta), Tres Cinematografía (Joe Torres, Marcel Rasquin, Juan Antonio Díaz) y Capitolio Co. (Andrés Figueredo). La realización del film fue posible gracias al apoyo del Programa Ibermedia y del Centro Nacional Autónomo de Cinematografía de Venezuela (CNAC). Productores asociados: Italy Movie Platform (Silvana Monti), Claudia Lepage, Films Austeres (Juan Carlos Lossada), JEMD Producciones (José Ernesto Martínez).

## Equipo productor
- Casa Productora: El Rumor Producciones C.A
- Co-productores: Mediterránea Productions, Tres Cinematografía, Capitolio, Soda Producciones.
- Productores Asociados: JEMD Films C.A, Italy Movie Platform, Claudia Lapage, Films Austeres,

## Ruta de premios
- Segundo Festival: Chicago Latino Film Festival. 3rd place Audience Choice Awards (9 al 18 de abril de 2021).
- Tercer Festival: 17 Festival del Cine Venezolano. 8 reconocimientos, Mejor dirección de fotografía, Mejor Guion, Mejor largometraje de ficción, Mejor actriz, Mejor Actriz de Reparto, Mejor actor de reparto, Mejor Maquillaje, premio al público (19 al 25 de julio de 2021).
- Quinto  Festival Seattle Latino Film Festival. 7 reconocimientos, Mejor Narrativa, Mejor Director, Mejor actriz, Mejor actor de reparto, Mejor actriz de reparto, Mejor edición (8 al 17 de octubre de 2021)
- Sexto Festival. Premios Goya. Candidata. Sin clasificar (noviembre de 2021).[7]

## Reparto
- Eugenia: Claudia Rojas
- Luis Tévez: Christian González
- Vadier: Erick Palacios
- Nora: Diana Volpe
- Titina: Edmary Fuentes
- Fabio: Alberto Alifa
- Herminia: Beatriz Vásquez
- Khira: Juliana Cuervos
- German: William Goite
- Verónica Arellano: Eugenia
- Madre: Martha Estrada
- Aurora: Patty Oliveros
- Jackeline: Verónica Arellano
- Luca: Calique Pérez
- Natalia: Laura Portela
- Floyd: David Ortiz
- Carlos Eduardo (Mesonero): Elvis Chaveinte
- Nairobi: Amneris Treco
- Jorge: Raoul Gutiérrez
- Pelo Lindo: Rafael Fermín
- José Miguel: Juan Vaca
- Claire: Fabiola
- Reyes Mel: Simón González
- Gonzalo: Edward Sabbagh
- Dustin: Edgardo Sorondo
- Maikol: Gerardo Sorondo
- Carlos: Javier Ruiz

## Equipo técnico
- Dirección: Alejandro Bellame Palacios
- 1.ª Asistencia de Dirección: Adriana González
- 2.ª Asistencia de Dirección: Moisés Durán
- Script: Laura Goldberg
- Dirección de Casting: Guillermo Londoño, William Goite
- Guion: Eduardo Sánchez Rugeles / Alejandro Bellame Palacios
- Asesoría de Guion: Michel Marx, Carmen Roa
- Análisis de Guion: Thaelman Urgelles
- Coordinación de Extras: Sarai Zambrano, Merly Peláez
- Aprendiz de Dirección: Leonardo González
- Producción Ejecutiva: José Ernesto Martínez
- Jefe de Producción: Yannine Poleo
- Gerencia de Producción: Elsy Gomes
- Coordinación de Producción: Jenny Navarro, Isaelia Rojas
- Producción de Campo: María Carolina Ocque
- Producción Interiores Italia: Carmen Rivas
- 1.ª Asistencia de Producción: Alejandro Bejarano, Andrés Suárez
- 2.ª Asistencia de Producción: Xavier Túñez, Reiny Méndez
- Runner: Victor García
- Producción de Intercambios: Jenny Navarro, Isaelia Rojas
- Dirección de Arte: Matías Tikas
- Vestuario: Marisela Marín
- Maquillaje: Francis Novoa, David Morales
- Dirección de Fotografía y Cámara: Alexandra Henao
- Dirección de Fotografía Exteriores Italia: Ángel Manrique
- Foquista: Pedro Mercado, Rafael Useche
- Media Manager: Moisés Durán, Guillermo Bermúdez
- Promoción y Prensa: Jenny Navarro
- Foto Fija: Raffaele Salvatore
- Sonido Directo: Danny Rojas, Jesús Saavedra
- Diseño y Edición de Sonido: Gustavo A. González
- Montaje: Moisés Durán
- Colorización: Ingenio Post
- Colorista: Juan Humberto Rodríguez